# Степановское (Нижегородская область)
Степановское — деревня в Тонкинском районе Нижегородской области. Входит в сельское поселение Пакалевский сельсовет.

## География
Находится на расстоянии примерно 30 километров по прямой на запад-юго-запад от районного центра поселка Тонкино.

## История
Известна с 1870 года как починок Быстринский, тогда в нем было учтено дворов 6 и жителей 34, в 1916 году учтено дворов 16 и жителей 85, был развит лесной промысел. В период коллективизации здесь был создан колхоз «Соревнование». 

## Население
Постоянное население  составляло 88 человек (русские 100%) в 2002 году, 59 в 2010 .